# Фупин (Вэйнань)
Фупи́н (кит. упр. 富平, пиньинь Fùpíng) — уезд городского округа Вэйнань провинции Шэньси (КНР).

## История
В царстве Цинь в 456 году до н. э. в этих местах был создан уезд Пиньян (频阳县). При империи Западная Хань в южной части современной территории уезда Фупин был создан уезд Хуайдэ (怀德县); при империи Восточная Хань уезд Хуайдэ был присоединён к уезду Пиньян. При империи Цзинь с запада (с территории современной провинции Ганьсу) в административный центр уезда Пиньян перебрались власти уезда Фупин, и органы власти двух уездов стали функционировать параллельно.
При империи Ранняя Цинь на территории уезда Пиньян был создан Тумэньский караул (土门护军). При империи Северная Вэй в 447 году Тумэньский караул был расформирован, а подконтрольная ему территория была присоединена к уезду Тунгуань (同官县); к уезду Фупин, правление которого разместилось в бывшем административном центре уезда Хуайдэ, был присоединён уезд Ниян (泥阳县). В 500 году уезд Пиньян был расформирован, а из части его земель и части земель уезда Тунгуань был создан уезд Тумэнь (土门县).
При империи Суй в 606 году уезд Тумэнь был присоединён к уезду Хуаюань (华原县), но в 618 году был создан вновь. При династии Тан в 643 году уезд Тумэнь был вновь расформирован, а в 671 году в северо-восточной части бывшей территории уезда Тумэнь был создан уезд Мэйюань (美原县). При империи Сун в 1142 году уезд Фупин был присоединён к уезду Мэйюань.
После монгольского завоевания уезд Фупин был создан вновь, а в 1264 году уезд Мэйюань был присоединён к уезду Фупин.
В 1950 году был создан Специальный район Вэйнань (渭南专区), и уезд вошёл в его состав. В 1956 году Специальный район Вэйнань был расформирован, и уезд стал подчиняться напрямую властям провинции Шэньси. В 1958 году уезд Фупин был передан под юрисдикцию властей города Тунчуань.
В 1961 году Специальный район Вэйнань был создан вновь, и уезд Фупин вновь вошёл в его состав. В 1969 году Специальный район Вэйнань был переименован в округ Вэйнань (渭南地区). В 1994 году постановлением Госсовета КНР были расформированы Округ Вэйнань и городской уезд Вэйнань, и образован городской округ Вэйнань.

## Административное деление
Уезд делится на 1 уличный комитет и 14 посёлков.

## Знаменитые уроженцы
- Си Чжунсюнь (1913—2002) — зам.председателя Госсовета КНР